# Markus Eriksson (tenista)
 Markus Eriksson  (nacido el 29 de noviembre de 1989) es un tenista profesional de Suecia, nacido en la ciudad de Gothenburg, Suecia.

## Carrera
Su ranking individual más alto logrado en el ranking mundial ATP, fue el n.º 361 el 3 de marzo de 2014. Mientras que en dobles alcanzó el puesto n.º 378 el 31 de marzo de 2014.
No ha logrado hasta el momento títulos de la categoría ATP ni de la ATP Challenger Tour, aunque sí ha obtenido varios títulos Futures tanto en individuales como en dobles.

### Copa Davis
Desde el año 2012 es participante del Equipo de Copa Davis de Suecia. Tiene en esta competición un récord total de partidos ganados/perdidos de 3/6 (3/6 en individuales y 0/0 en dobles).